# Beddingestrand
Beddingestrand – miejscowość (tätort) w Szwecji, w regionie administracyjnym (län) Skania, w gminie Trelleborg.
Według danych Szwedzkiego Urzędu Statystycznego liczba ludności wyniosła: 1308 (31 grudnia 2015), 1440 (31 grudnia 2018) i 1462 (31 grudnia 2019).